# Route 1A (Colombie-Britannique)
Il existe quelques routes du sud-ouest de la Colombie-Britannique et de l'Île de Vancouver qui portent la dénomination de Route 1A. Ces routes sont des segments de la route 1 originale de 1941 avant que celle-ci ne subisse des travaux de réalignement. Elles sont utilisées comme voies de service.

## Île de Vancouver

### North Cowichan
Un segment de 17 km (11 mi) à North Cowichan et à Ladysmith est désigné comme route 1A. La route débute à l'intersection de la route 1 comme Mount Sicker Road vers l'est et bifurque sur Chemainus Road vers le nord-ouest. Elle passe par Chemainus avant de rencontrer à nouveau la route 1 au sud de Ladysmith.

## Vancouver – Abbotsford
Jusqu'à ce que la route 1 (à l'origine l'autoroute 401) ne soit construite au milieu des années 1960, une grande partie de la Fraser Highway faisait partie de la route transcanadienne. Elle a été construite suivant la Old Yale Road, laquelle a d'abord été construite en 1874 entre Yale et New Westminster. Le tracé de la Fraser Highway a été désigné route 1 entre 1941 et 1972 alors que la nouvelle autoroute portait le numéro 401 jusqu'en 1972. En 1973, l'autoroute est devenue la route 1 alors que la Fraser Highway est devenue la route 1A. En 2006, la route 1A a été déclassée entre le centre-ville de Vancouver et Abbotsford, laissant un segment restant de 4 km (2 mi) entre West Vancouver et Vancouver, mais en multiplex complet avec la route 99. Ce segment a finalement été abandonné en 2016.

### Intersections majeures
| District régional       | Ville              | km    | Destinations                                                                  | Notes                                     |
| ----------------------- | ------------------ | ----- | ----------------------------------------------------------------------------- | ----------------------------------------- |
| Metro Vancouver         | Surrey             | 0,00  | BC-15 (176 Street / Pacific Highway) – BC-1, Frontière                        |                                           |
| Metro Vancouver         | Langley (ville)    | 5,24  | BC-10 ouest (Langley Bypass / Fraser Highway) – Surrey, Traversiers, Aéroport | Terminus ouest du multiplex avec la BC-10 |
| Metro Vancouver         | Langley (ville)    | 7,47  | BC-10 est (Glover Road) vers BC-1 – Fort-Langley, Hope                        | Terminus ouest du multiplex avec la BC-10 |
| Metro Vancouver         | Langley (district) | 20,75 | BC-13 (264 Street) – BC-1, Frontière, Bellingham                              |                                           |
| - Terminus de multiplex |                    |       |                                                                               |                                           |